# Meloe cavensis
Meloe cavensis là một loài bọ cánh cứng trong họ Meloidae. Loài này được L. Petagna miêu tả khoa học năm 1819.